# Nastus elatoides
Nastus elatoides är en gräsart som beskrevs av Elizabeth A. Widjaja. Nastus elatoides ingår i släktet Nastus och familjen gräs. Inga underarter finns listade i Catalogue of Life.